# Estació d'Urtx-Alp
Urtx-Alp és una estació de ferrocarril propietat d'Adif situada entre els termes municipals d'Alp i Fontanals de Cerdanya a la comarca de la Baixa Cerdanya. L'estació es troba a la línia Ripoll-Puigcerdà per on circulen trens de la línia R3 de Rodalies de Catalunya operat per Renfe Operadora, que tot i formar part de Rodalies no té tarifació com a tal. El conjunt d'edificis és una obra de Fontanals de Cerdanya protegida com a Bé Cultural d'Interès Local.
Aquesta estació del Ferrocarril Transpirinenc, va entrar en servei a final de l'any 1922 quan es va obrir el tram entre la Molina i Puigcerdà, mesos després de l'obertura del tram Ribes de Freser - la Molina.
Actualment es un baixador i l'edifici de l'estació es troba en estat d'abandonament. Ha sofert actes vandàlics i per aquest motiu s'han hagut de tapiar portes i finestres.
L'any 2016 va registrar l'entrada de 2.000 passatgers.

## Història
L'any 1904 es va redactar a París el conveni que establia la construcció de tres eixos transfronterers: Zuera-Canfranc-Oloron, Lleida-Sort-Saint Girons, i Ripoll-Puigcerdà-Acs les Termes.
L'alcalde de Puigcerdà impulsà la connexió ferroviària de la Cerdanya. La concessió es va subhastar dues vegades l'any 1909. Es va convocar una tercera subhasta a la qual no hi va acudir ningú i per això fou l'administració qui se feu càrrec de l'obra directament.
Els treballs de construcció, dirigits per l'enginyer en cap Josep Maria Fuster, eren de gran complexitat a causa de la difícil orografia del terreny.
El 10 d'agost de 1919 el tren va fer el primer viatge entre Ripoll i Ribes de Freser. Tres anys després -el 12 de juliol de 1922- el tren arribava a la Molina. El 22 d'octubre d'aquell mateix any es posava en servei l'estació i el tren arribava a Puigcerdà.
L'estació va agafar molta importància com a centre de distribució de mercaderies cap a la Seu d'Urgell i Andorra.
El 1987 l'estació es quedava sense personal i es tancava l'edifici de viatgers. A partir d'aquell moment el conjunt d'edificis es va començar a deteriorar pel seu estat d'abandonament.

El 2004 Adif va reduir l'estació a un simple baixador deixant nomes una via. Es va construir una nova andana per millorar l'accessibilitat a persones amb mobilitat reduïda i facilitar la instal·lació de nous sistemes d'il·luminació, es va remodelar la façana de l'edifici de viatgers.
El 2016 l'antiga nau de mercaderies va quedar en estat ruïnós a causa d'un foc.

## Serveis ferroviaris
| Rodalia de Barcelona       |           |       |           |                           |
| Procedència/Destinació     | <         | Línia | >         | Procedència/Destinació    |
| Puigcerdà La Tor de Querol | Puigcerdà |       | La Molina | L'Hospitalet de Llobregat |

## Edifici
El conjunt està format per quatre edificis. El principal de l'estació, el de serveis, el de canvi d'agulles i el magatzem. Construïts en maó vermell, presenten una llosat de pissarra a doble vessant tant l'edifici de serveis com el magatzem. L'edifici principal, en part, i del de canvi d'agulles tenen coberta a quatre vessants. Tot el conjunt està tancat per impedir-hi l'accés i evitar les destrosses davant l'estat d'abandonament en el que es troba.
L'edifici principal està format per dos cossos adossats, un d'única planta i l'altra amb tres alçades, l'última sota llosat amb finestres avançades. En l'actualitat s'han tapiat les portes i les finestres de la planta baixa per impedir l'entrada a l'interior, però la resta d'obertures no.
L'edifici de canvi d'agulles és de planta rectangular amb reixat a les seves obertures; aquest i el llosat a quatre aigües que li donen un cert caràcter. L'edifici de serveis és quadrangular i amb tres portes emmarcades de pedra que donen accés als WC per a dones, homes i empleat de l'estació. Al damunt de les portes trobem una gran finestra també emmarcada amb pedra formada per un arc escarser dividida en tres parts.
El magatzem és un edifici rectangular allargassat amb portes als dos extrems i quatre grans portes als laterals. Totes les obertures estan emmarcades amb pedra i coronades per un llinda que per damunt té un arc escarser. Les cantonades de tots els edificis també estan fetes de pedra.